# Piper aereum
Piper aereum är en pepparväxtart som beskrevs av William Trelease. Piper aereum ingår i släktet Piper och familjen pepparväxter. Inga underarter finns listade i Catalogue of Life.